# Armando de la Torre
Armando de la Torre (Nueva York, 9 de julio de 1926) es un teólogo, académico, periodista y escritor estadounidense de ascendencia cubana, doctor en Sociología y Filosofía, director de la Escuela Superior de Ciencias Sociales de la Universidad Francisco Marroquín. Es además columnista en elPeriódico y en Diario Siglo XXI, y autor del libro 100 obras, 1000 años (2000).

## Biografía
Nacido en Nueva York el 9 de julio de 1926, se trasladó a Cuba cuando tenía poco más de un año. En 1945, con 19 años, descubre su vocación sacerdotal y viaja a España para estudiar Filosofía en la Universidad Pontificia Comillas. En 1954 regresa a Cuba, donde se desempeña como profesor de Psicología en un colegio jesuita.
En 1956 se traslada a Alemania para estudiar Teología en la Universidad de Fráncfort, y viaja por Europa. En 1959, tras el éxito de la Revolución cubana y la llegada de Fidel Castro al poder, decide no volver a Cuba. Obtiene un doctorado en Sociología y Filosofía en la Universidad de Múnich, especializándose en el estudio económico del Derecho y en el Análisis de las Decisiones Públicas (Public Choice).
En 1976 se traslada a Guatemala, donde fue invitado a trabajar como director de investigación científica en la Universidad Rafael Landívar. Un año después participa en la organización y fundación de Escuela de Ciencias Sociales de la Universidad Francisco Marroquín, centro que dirige desde su fundación.
Es autor de numerosos artículos y ensayos, y ha impartido conferencias en numerosos países de Europa y América, obteniendo varios galardones académicos internacionales. Es además autor del libro 100 obras, 1000 años, una obra en la que comenta cien clásicos literarios del segundo milenio. Ha sido columnista en elPeriódico desde 2011, y en Diario Siglo XXI.